# Macrozafra enwrighti
Macrozafra enwrighti is een slakkensoort uit de familie van de Columbellidae. De wetenschappelijke naam van de soort is voor het eerst geldig gepubliceerd in 1940 door Powell.